# Alicia Goranson
Alicia Linda Goranson (* 22. Juni 1974 in Evanston, Illinois), besser bekannt als Lecy Goranson, ist eine US-amerikanische Schauspielerin.
Goranson wurde bekannt durch die Rolle der Becky Conner in der Sitcom Roseanne und deren Spin-Off Die Conners. 1993 stieg sie aus Roseanne aus, um eine Ausbildung am Vassar College zu beginnen. Ihre Rolle übernahm Sarah Chalke. 1995 kehrte Goranson in die Produktion zurück. Die gleichzeitige Belastung durch Ausbildung und Dreharbeiten überforderte sie aber, sodass sie ein Jahr später erneut aus der Serie ausstieg. Seit 2018 spielt sie wieder die Rolle der Becky in der Roseanne-Spin-Off-Serie Die Conners.

## Filmografie (Auswahl)
- 1988–1993, 1995–1996, 2018: Roseanne (Fernsehserie, 120 Folgen)
- 1995: Ein amerikanischer Quilt (How to Make an American Quilt)
- 1999: Boys Don’t Cry
- 2004: Death 4 Told
- 2004: Sex and the City (Fernsehserie, Folge 6x20)
- 2004: Law & Order: Special Victims Unit (Fernsehserie, Folge 5x24)
- 2005: Love, Ludlow
- 2007: The Perfect Dress (Kurzfilm)
- 2009: Fringe – Grenzfälle des FBI (Fringe, Fernsehserie, Folge 1x15)
- 2010: Der letzte Gentleman (The Extra Man)
- 2011: Monster Slayer (Kurzfilm)
- 2011: Naked in a Fishbowl (Fernsehserie, Folge 3x04)
- 2012: Damages – Im Netz der Macht (Damages, Fernsehserie, Folge 5x05)
- 2013: The Wood House (Kurzfilm)
- 2015: Co-Operation (Fernsehserie, 2 Folgen)
- 2016: Inside Amy Schumer (Fernsehserie, Folge 4x07)
- 2018–2025: Die Conners (The Conners, Fernsehserie, 105 Folgen)